# Follies
Follies ist ein Musical von Stephen Sondheim (Musik und Gesangstexte) und James Goldman (Buch).
Die Uraufführung fand 1971 am Broadway im Winter Garden Theatre unter der Regie von Harold Prince und Michael Bennett statt und wurde mit 7 Tony Awards ausgezeichnet. 1987 kam das Werk erstmals in England, im West End (London) heraus. Die deutsche Erstaufführung fand 1991 in Berlin am Theater des Westens unter der Regie von Helmut Baumann statt. 2013 erfuhr das Werk seine Erstaufführung in Frankreich an der Opéra de Toulon.

## Handlung
1970: Das Weissman-Theater, ein legendäres Revue-Theater der 1920er Jahre, soll abgerissen werden. Impresario Weissman lädt daher sein ehemaliges Ensemble zu einer Abschiedsvorstellung ein. Zu den Gästen gehören die ehemaligen Revuetänzerinnen Sally und Phyllis, die in Begleitung ihrer Ehemänner Buddy und Ben erscheinen. Während ehemalige Stars der Weissman-Revue auf der Bühne noch einmal ihre alten Nummern aufführen, geraten Sally, Buddy, Phyllis und Ben immer mehr in den Strudel ihrer Erinnerungen. Sally war einst in Ben verliebt, der dann aber Phyllis geheiratet hatte. Die Unzufriedenheit mit ihrem jetzigen Leben und das Gefühl etwas verpasst zu haben, treibt Sally und Ben zueinander. Buddy gesteht Sally seine Seitensprünge und Phyllis trennt sich von Ben. Auf der Bühne nimmt die nostalgische Rückschau immer groteskere Formen an, bis Ben schließlich die Diskrepanz zwischen Schein und Sein nicht mehr erträgt und zusammenbricht. Phyllis kehrt zu Ben zurück und Sally bittet Buddy, sie heimzubringen. Allen Paaren ist klar geworden, dass es nicht gut ist, in der Vergangenheit zu leben und dass man sich den Realitäten stellen muss.

## Hintergründe
Der Titel nimmt einerseits Bezug auf die legendäre Revue Ziegfeld Follies des Theaterproduzenten Florenz Ziegfeld Jr. und ist andererseits eine Anspielung auf das englische Wort für Torheit: „Folly“.

## Aufführungen
Die Uraufführung 1971 war mit ehemaligen Stars aus dem amerikanischen Film- und Fernsehbusiness besetzt: Alexis Smith als Phyllis, Gene Nelson als Buddy, Dorothy Collins als Sally, Yvonne De Carlo als Carlotta. Daran anknüpfend waren in Berlin 1991 Eartha Kitt als Carlotta, Brigitte Mira als Hattie, Margot Hielscher als Solange, Alice und Ellen Kessler als Stella und Renate Holm als Heidi zu sehen.
Am 6. und 7. September 1985 fand im Lincoln Center in New York eine konzertante Aufführung mit herausragender Starbesetzung statt: Barbara Cook als Sally, Mandy Patinkin als Buddy, Lee Remick als Phyllis, George Hearn als Ben, Betty Comden als Emily, Adolph Green als Theodore, Liliane Montevecchi als Solange, Elaine Stritch als Hattie, Phyllis Newman als Stella, Carol Burnett als Carlotta und Licia Albanese als Heidi.
2018 brachte das Londoner Royal National Theatre eine Inszenierung von Follies durch Dominic Cooke heraus, die mit dem Laurence Olivier Award 2018 als Best Musical Revival ausgezeichnet wurde und acht weitere Nominierungen für den Olivier Award erhielt.
Die 2019 an der Staatsoperette Dresden erschienene Inszenierung in neuer deutscher Übersetzung von Martin G. Berger, der auch Regie führte, verlegte die Handlung behutsam nach Dresden und spielte mit Anklängen an die ehemalige DDR und das alte Haus der Staatsoperette in Dresden-Leuben, betonte aber gleichzeitig die beziehungspsychologischen Komponenten des Werks. Die Hauptrollen wurden gestaltet von Frederike Haas (Sally), Christian Grygas (Buddy), Franziska Becker (Phyllis) und Marcus Günzel (Ben), die musikalische Leitung hatte Peter Christian Feigel. 2025 inszenierte Martin G. Berger das Stück an der Volksoper in Wien, wobei als fiktiver Spielort die Volksoper im Jahr 2055 gewählt wurde. Ruth Brauer-Kvam übernahm die Rolle der Sally, Bettina Mönch jene der Phyllis. Drew Sarich spielte Ben und Peter Lesiak Buddy.

## Aufnahmen CD
- 1971 – Original Broadway Cast (Alexis Smith, Gene Nelson, Dorothy Collins, Yvonne de Carlo)
- 1985 – Follies in Concert (Barbara Cook, Mandy Patinkin, George Hearn, Lee Remick, Carol Burnett)
- 1987 – Original London Cast (Diana Rigg, Daniel Massey, Julia McKenzie, David Healy)
- 1998 – New Jersey Cast (Kaye Ballard, Tony Roberts, Phyllis Newman, Donna McKechnie, Ann Miller)
- 2011 – Broadway Cast (Bernadette Peters, Jan Maxwell, Ron Raines, Danny Burstein, Elaine Paige)

## Aufnahmen DVD
- 2001 – Follies in Concert (Dokumentation und Ausschnitte von 1985 mit Barbara Cook, Mandy Patinkin, George Hearn, Lee Remick)
- 2013 – Toulon Cast (Graham Bickley, Liz Robertson, Jerome Pradon, Charlotte Page)